# Turnaround (album)
Turnaround este al cincilea album al trupei irlandeze Westlife și a fost lansat pe 24 noiembrie 2003.
Primul single lansat a fost melodia Hey Whatever care a ocupat locul 4 în topurile britanice. Melodia este la bază o interpretare a melodiei Rainbow Zephyr a trupei irlandeze Relish, dar care are versuri modificate și un alt titlu. Următorul single a fost melodia lui Barry Manilow, Mandy. Versiunea trupei a fost un hit instant, aducându-le al 12-lea single numărul 1 în Regatul Unit și un premiu "Melodia anului" în Irlanda. Obvious, o melodie originală, a fost al treilea și ultimul single lansat de pe acest album și a ocupat locul 3 în Regatul Unit. Melodia "Turn Around" a fost difuzată la radio în Statele Unite ocupând locul 4. Albumul Turnaround a fost vândut în 7 milioane de exemplare la nivel mondial.
De asemenea, Turnaround este ultimul album al trupei care să îl aibă în componență pe Brian McFadden. Albumul a fost pe locul 23 în topul celor mai bine vândute albume din Regatul Unit pe anul 2003.

## Melodii
1. Mandy
2. Hey Whatever
3. Heal Me
4. Obvious
5. When A Woman Loves A Man
6. On My Shoulder
7. Turn Around
8. I Did It For You
9. Thank You
10. To Be With You
11. Home
12. Lost In YouA
13. What Do They Know?
14. Never Knew I Was Losing YouB

Note:
- ALost In You a fost inclusă pe versiunea britanica și japoneză a albumului, dar nu și pe cea internațională.
- BNever Knew I Was Losing You a fost inclusă doar pe varianta japoneză a albumului.

## Performanța din clasamente
| Țara          | Poziția | Premii               |
| ------------- | ------- | -------------------- |
| Austria       | 42      | -                    |
| Danemarca     | 4       | -                    |
| Irlanda       | 1       | -                    |
| Olanda        | 33      | -                    |
| Noua Zeelandă | 42      | -                    |
| Norvegia      | 37      | -                    |
| Filipine      | 1       | 3 Discuri de Platină |
| Suedia        | 5       | Discul de Aur        |
| Elveția       | 24      | -                    |
| Regatul Unit  | 1       | 2 Discuri de Platină |